# 蘇聯民航1491號班機空難
蘇聯民航1491號班機空難是苏联民航一班由莫斯科伏努科沃國際機場到哈尔科夫机场的航班。1972年5月18日，航班於哈爾科夫墜毀，造成122名乘客和机组人员死亡
。

## 经过
苏联民航1491号班机由莫斯科伏努科沃国际机场起飞，前往哈尔科夫国际机场。当飞机从巡航高度降至约5000英尺时，这架安-10A遭遇了结构损坏，导致两侧机翼脱落。随后，机身坠入丛林中，造成全部乘客和机组人员死亡。

## 原因
调查人员調查之後认为，由于客机中央翼下部存在金属疲劳造成的裂缝，从而導致讓中央翼脱落，也导致事故发生。

## 事后
事故发生后，真理报迅速报道了此事。这对于苏联来说，官方媒体迅速地报道国内空难并不常见 。
此次事故后，苏联航空停飞所有的安-10系列飞机。